# Vucherens
Vucherens (toponimo francese) è un comune svizzero di 557 abitanti del Canton Vaud, nel distretto della Broye-Vully.

## Storia

### Simboli
Lo stemma venne adottato ufficialmente nel 1921. I colori sono quelli della Savoia. In passato, in occasioni speciali, a Vucherens veniva esibita una civetta, poiché questo uccello, simbolo di saggezza, dava il soprannome agli abitanti del villaggio. Le tre cime del monte rappresentano i tre villaggi che formano il comune: Vucherens-La Gatte, Le Closy e La Râpe.

## Monumenti e luoghi d'interesse

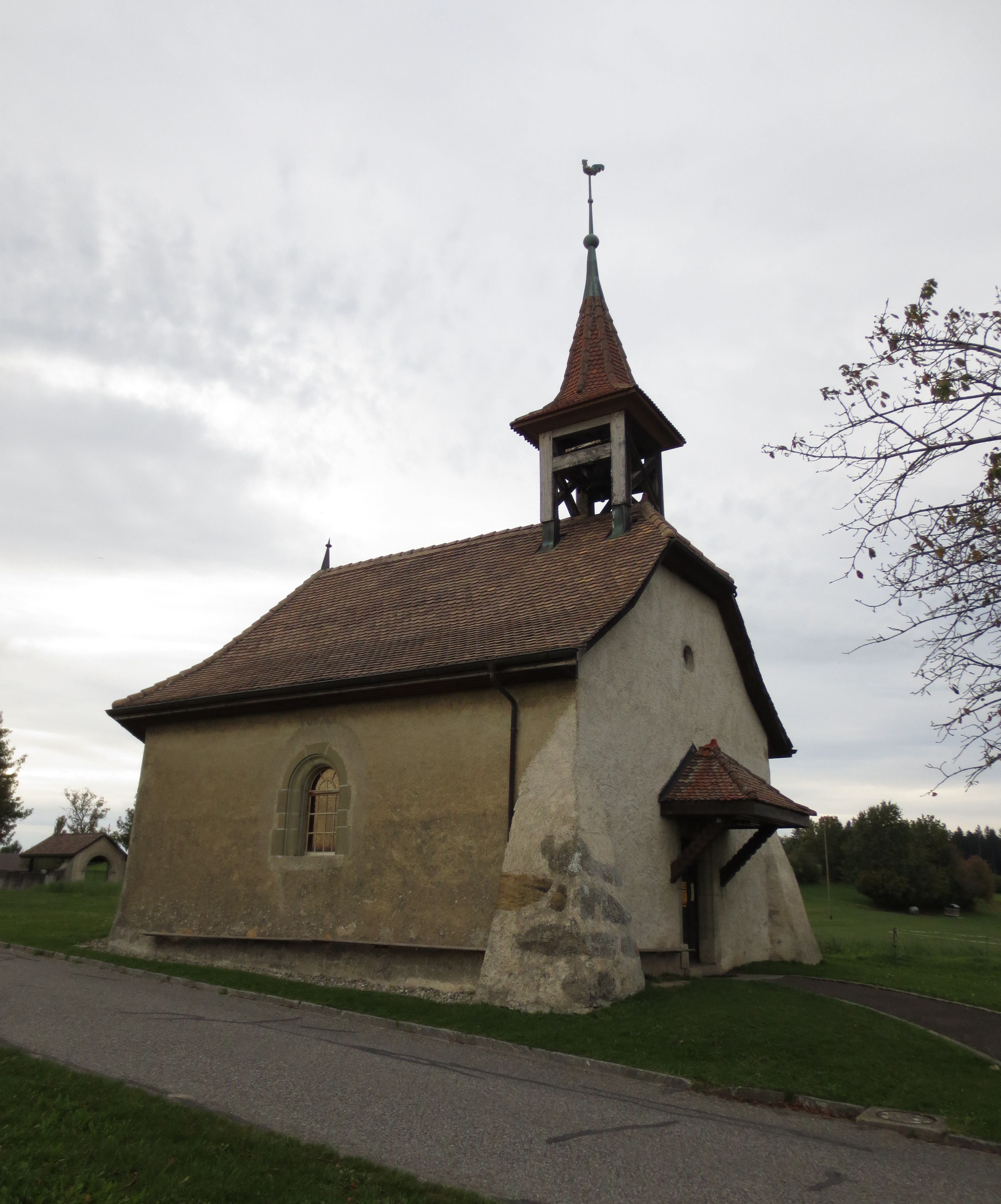
La chiesa

- Chiesa riformata, eretta nel 1737[3].

## Società

### Evoluzione demografica
L'evoluzione demografica è riportata nella seguente tabella:
Abitanti censiti

## Amministrazione
Ogni famiglia originaria del luogo fa parte del cosiddetto comune patriziale e ha la responsabilità della manutenzione di ogni bene ricadente all'interno dei confini del comune.